# Köln (cruzador)
O Köln foi um cruzador rápido operado pela Reichsmarine e Kriegsmarine e a terceira e última embarcação da Classe Königsberg, depois do Königsberg e Karlsruhe. Sua construção começou em agosto de 1926 na Reichsmarinewerft Wilhelmshaven e foi lançado ao mar em maio de 1928, sendo comissionado na frota em janeiro de 1930. Era armado com uma bateria principal composta por nove canhões de 149 milímetros em três torres de artilharia triplas, tinha um deslocamento carregado de quase oito mil toneladas e alcançava uma velocidade máxima de 32 nós.
O Köln passou seus primeiros anos como navio-escola, depois participou de patrulhas de não-intervenção na Guerra Civil Espanhola. A Segunda Guerra Mundial começou em 1939 e o cruzador participou operações no Mar do Norte. Em seguida se envolveu na invasão da Noruega em abril de 1940, participando de um ataque a Bergen. Retornou para a Noruega em 1942, onde permaneceu sem entrar em ação até 1945, quando voltou para a Alemanha. Foi afundado em Wilhelmshaven em março por ataques aéreos norte-americanos e desmontado após o fim da guerra.